# Strega dei Bell

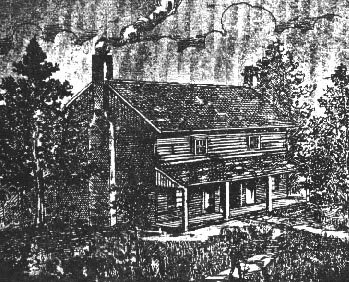
Casa Bell in un dipinto d'epoca pubblicato nel 1854.

La strega dei Bell è una storia del folklore nordamericano, che narra di fenomeni paranormali accaduti alla famiglia Bell di Adams (Tennessee).
Negli Stati Uniti la leggenda è così popolare da aver ispirato la realizzazione di film come An American Haunting, Bell Witch Haunting e The Blair Witch Project.
Il memoriale della famiglia Bell si trova al Bellwood Cemetery di Adams.

## Leggenda

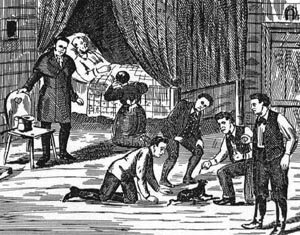
La morte di John Bell in un dipinto per la stampa locale del 1894. A destra alcune persone somministrano il misterioso liquido al gatto di famiglia.

La storia iniziò nel 1817 quando John William Bell Sr., durante una passeggiata nel proprio campo di mais nella Contea di Robertson vicino al fiume Red, incontrò uno strano animale. Bell descrisse l'animale come "corpo di cane e testa di coniglio". Lo strano evento fu il primo di una lunga serie. Nei giorni successivi furono avvertiti rumori intorno e all'interno dell'abitazione. L'unica figlia ancora abitante in casa, Betsy Bell, dichiarò di essere stata aggredita di notte, intorno alle tre, da una forza invisibile alla quale era stata incapace di resistere.
Nella sua vita, John fu spesso colpito da attacchi di epilessia, a volte così violenti da renderlo periodicamente rauco e senza voce. John morì il 18 dicembre 1820 in casa. Accanto al corpo esanime fu rinvenuto un flacone mezzo vuoto. Il gatto dei Bell, al quale fu somministrata la piccola dose di liquido ancora contenuta nel flacone mista a mangime per animali, morì quasi subito dopo aver ingerito la pozione.
Al funerale di John partecipò molta gente e alcuni riferirono che, rimanendo in silenzio, si potevano sentire le risate agghiaccianti della fantomatica strega che lo aveva tormentato.
Lo studioso Pat Fitzhugh affermò che secondo nativi e contadini del luogo, la strega fece ritorno nell'abbandonata fattoria nel 1935 e lì vivrebbe ancor oggi. Oggi è luogo comune che, passando per la fattoria abbandonata, si possano sentire strani rumori e risate di bambini.

## Nella cultura di massa

### Cinema

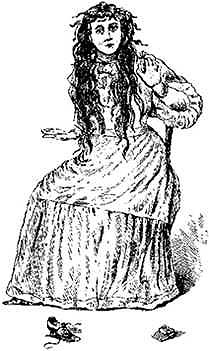
Betsy Bell in un disegno del 1894.

La storia ha ispirato alcune sceneggiature cinematografiche:
- Bell Witch Haunting (2004), primo film girato intorno alla vecchia fattoria Bell; secondo il regista Ric White durante le riprese il set è andato più a volte a fuoco e altri incendi hanno interessato l'intero cast, tanto che lo stesso White ha affermato di aver temuto il blocco della produzione.
- An American Haunting (2005), di Courtney Solomon.
- Bell Witch: The Movie (2007), secondo film girato in Tennessee vicino alla vecchia fattoria Bell. La lavorazione si è svolta nel 2002 ma per numerosi disguidi e ritardi di produzione, il film è stato distribuito direct-to-video nel 2007.

### Letteratura
- Goodspeed History of Tennessee è il primo libro sulla Strega dei Bell, pubblicato per la prima volta nel 1887 dalla Goodspeed Publishing, l'edizione originale ha 833 pagine.
- Richard William Bell's Diary: Our Family Trouble è un libro-documentario scritto da Richard Williams Bell, presenta, oltre alla storia, numerose testimonianze di contadini della fattoria, inclusa quella di Andrew Jackson, futuro presidente, che tuttavia sull'argomento non si è mai espresso.[3]
- Red Book, An Authenticated History of the Bell Witch of Tennessee di Martin Van Buren Ingram è il terzo libro basato sulla leggenda. È fuori dubbio l'opera più celebre al riguardo, pubblicato per la prima volta nel 1894 e cita la precedente Richard William Bell's Diary: Our Family Trouble.
- Black Book di Charles Bailey Bell, pubblicato nel 1934, tratta unicamente della storia e della vita di John Bell, suo nonno paterno.
- Thirteen Tennessee Ghosts and Jeffrey di Kathryn Tucker Windham, tra i tanti racconti narranti include la storia dei Bell.
- Guidebook for Tennessee, pubblicato nel 1939 da Works Project Administration, contiene i vari racconti folkloristici dello Stato, tra cui questo nelle pagine 392-93.
- Other Worlds, pubblicato nel 1999, di Barbara Mertz. Include dettagli prima mai presentati sulla storia, e si pone a metà strada tra fiction e ricerca.
- The Authenticated History of the Bell Witch, del giornalista M.V. Ingram.
- The Bell Witch: An American Haunting, di Brent Monahan.